# Pseudohynobius kuankuoshuiensis
Espèce
Statut de conservation UICN

 CR  : 
En danger critique
Pseudohynobius kuankuoshuiensis est une espèce d'urodèles de la famille des Hynobiidae.

## Répartition
Cette espèce est endémique du Guizhou en Chine. Elle se rencontre dans le Xian de Suiyang dans la préfecture de Zunyi de 1 350 à 1 500 m d'altitude.

## Étymologie
Son nom d'espèce, composé de kuankuoshui et du suffixe latin -ensis, « qui vit dans, qui habite », lui a été donné en référence au lieu de sa découverte, la ville de Kuankuoshui dans le xian de Suiyang.

## Publication originale
- Xu, Zeng & Fu, 2007 : A new species of the genus Pseudohynobius (Caudata, Hynobiidae) from China. Acta Zootaxonomica Sinica, vol. 32, p. 230-233.